# خرید سهام (بریکینگ بد)
«خرید سهام» ششمین قسمت از فصل پنجم سریال تلویزیونی آمریکایی بریکینگ بد و پنجاه و دومین قسمت کلی این سریال است. این فیلم به نویسندگی جنیفر هاتچیسون و کارگردانی کالین باکسی در ۱۹ اوت ۲۰۱۲ از شبکه ای‌ام‌سی در ایالات متحده پخش شد.

## داستان
پس از بازگشت از سرقت قطار، والتر وایت، مایک ارمانترات و تاد آلکوئست دوچرخه خاکی متعلق به درو شارپ و خود جسد را نابود می‌کنند. در حالی که تاد و جسی پینکمن بیرون در حال سیگار کشیدن هستند، تاد با احتیاط این تراژدی را رد کرد و باعث شد جسی خشمگین به او مشت بزند. پس از یک بحث داغ، والت، جسی و مایک توافق می‌کنند که جان تاد را نجات دهند و او را در لیست حقوق و دستمزد پرداخت خطر نگه دارند تا او را زیر نظر بگیرند.
دی‌ای‌اِی شروع به زیر نظر گرفتن مایک می‌کند که منجر به ترک عملیات مت والت به همراه جسی می‌شود که از ماجرای درو شارپ مضطرب است. آنها ایده‌ای را به والت پیشنهاد می‌کنند تا متیلامین دزدیده شده را بفروشد که هر کدام ۵ میلیون دلار است. یک فروشنده رقیب متیلامین پیشنهاد می‌کند متیلامین را بخرد تا سهم بازار را افزایش دهد زیرا تمام متیل آبی را از خیابان‌ها حذف می‌کند. والت از فروش متیلامین امتناع می‌ورزد زیرا می‌توان از آن به ارزش ۳۰۰ میلیون دلار متیلامین تبدیل کند که با این امر همچنین مانع از فروش سهم جسی و مایک می‌شود.
در جای دیگر، در حین بازدید از هالی، اسکایلر وایت گریان وسوسه می‌شود که به خواهرش ماری شریدر اعتراف کند، اما وقتی ماری اطلاعات خود را در مورد رابطه اسکایلر با تد بنکه فاش می‌کند از این تصمیم منصرف می‌شود. ماری به اشتباه فکر می‌کند که این دلیل ناراحتی ذهنی اسکایلر است.
جسی به خانه والت می‌آید تا نظر والت را تغییر دهد. والت این فروش را رد می‌کند و این فروش را با فناوری‌های ماده خاکستری مقایسه می‌کند. چند دهه قبل، والت سهام خود در ماده خاکستری را به قیمت ۵۰۰۰ دلار فروخته بود، در حالی که ارزش شرکت اکنون بیش از ۲ میلیارد دلار است. او به جسی می‌گوید که او در تجارت مواد معدنی یا تجارت پول نیست، بلکه بیشتر در «کسب و کار امپراتوری» است. اسکایلر به خانه می‌رسد و والت اصرار می‌کند که جسی برای شام بماند، که منجر به یک شام ناخوشایند می‌شود.
والت سعی می‌کند متیلامین را پنهان کند، اما مایک این حرکت را پیش‌بینی می‌کند و والت را در دفاتر وامونوس پست مهار می‌کند. مایک و سال گودمن با هنک شریدر و استیو گومز در دی‌ای‌اِی ملاقات می‌کنند تا به آن‌ها توصیه کنند که مایک دستوری برای جلوگیری از نظارت مداوم آنها از او دریافت کرده است. در همین حال، والت از محدودیت‌های خود رها می‌شود و قبل از بازگشت مایک، متیلامین را پنهان می‌کند. وقتی مایک از راه می‌رسد، والت را تهدید به کشتن می‌کند، اما جسی حرفش را قطع می‌کند و می‌گوید والت قصد دارد پول هر سه آنها را بگیرد.

## پذیرش

### رتبه‌بندی‌ها
«خرید سهام» توسط ۲٫۸۱ میلیون بیننده تماشا شد و امتیاز ۵ را در بین بینندگان ۱۸ تا ۴۹ ساله دریافت کرد. 

### پذیرش انتقادی
دونا بومن از ای.وی. کلاب به آن امتیاز A داد و آن را یک «قسمت برجسته» نامید که چگونه «والت را نشان می‌دهد که دو جنبه از حقیقت زندگی خود را ارائه می دهد.»  ست آمیتین، که برای آی‌جی‌ان می‌نویسد، به قسمت ۸٫۵ از ۱۰ امتیاز داد و اضافه کرد که «دوست دارد که این قسمت هنوز با تاثیرات احساسی آشفتگی‌های خود [شخصیت ها] سروکار دارد.»  با این حال، شان تی کالینز از رولینگ استون احساس کرد که این اپیزود وقتی به «درام قانع‌کننده‌ای می‌رسد که در آن همه درگیر با شخصیت و در محدوده رفتارهای قابل تشخیص و معقول انسانی عمل می‌کنند» «متزلزل» شد.  آلان سپینوال از هیت‌فیکس فکر می‌کرد که «خرید سهام» در مقایسه با قسمت‌های قبلی «کمی مبهم‌تر» است و اضافه کرد: «مولفه‌های منحصربه‌فرد باورنکردنی وجود دارد - توالی پیش از اعتبار، مشعل دمنده بداهه والت، حتی یک وعده غذایی ناخوشایند دیگر در کاخ سفید - اما آنها کاملاً با هم کار نکردند.»
آرون پل برای بازی در این قسمت نامزد دریافت جایزه امی ساعات پربیننده برای بهترین بازیگر نقش مکمل مرد در یک سریال درام شد.
در سال ۲۰۱۹، رینگر «خرید سهام» را در رتبه ۴۲ از مجموع ۶۲ قسمت بریکینگ بد قرار داد.